# Niséli
Niséli är en ort i Grekland.   Den ligger i prefekturen Nomós Imathías och regionen Mellersta Makedonien, i den norra delen av landet, 300 km norr om huvudstaden Aten. Niséli ligger 7 meter över havet och antalet invånare är 791.
Terrängen runt Niséli är huvudsakligen platt, men söderut är den kuperad. Terrängen runt Niséli sluttar norrut. Runt Niséli är det ganska tätbefolkat, med 56 invånare per kvadratkilometer. Närmaste större samhälle är Alexándreia, 3,8 km norr om Niséli. Trakten runt Niséli består till största delen av jordbruksmark.